# Hopea sulcata
Hopea sulcata är en tvåhjärtbladig växtart som beskrevs av Symington. Hopea sulcata ingår i släktet Hopea och familjen Dipterocarpaceae. Inga underarter finns listade i Catalogue of Life.